# 鄺士山

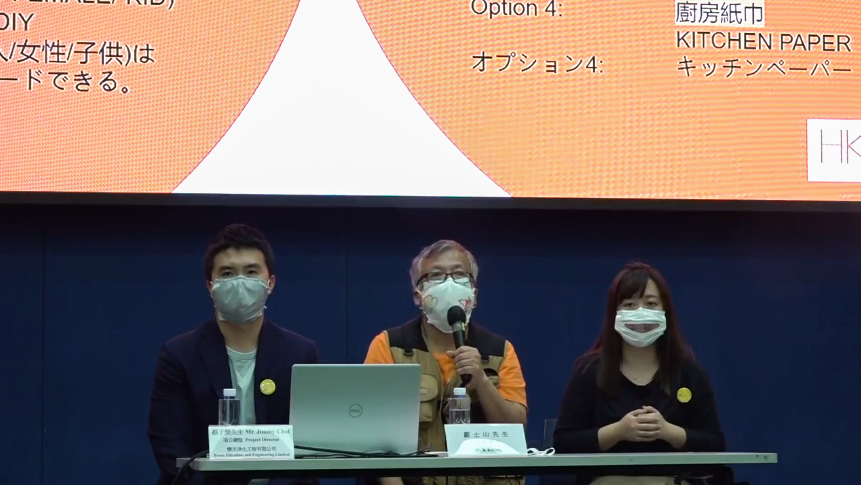
鄺士山（中）在2020年2月21日舉行記者會，正式發佈伙拍研製濾芯的本地創科公司研發「HK Mask」可換式口罩

鄺士山（英語：Kenneth Kwong Si-san，1957年—）香港大學化學系博士，人稱「Dr. K. Kwong」，香港連鎖補習社現代教育前化學科補習導師。

## 簡歷
鄺士山1957年生於香港，就讀鑽石山永康中學附屬幼稚園（1964年畢業）及西營盤救恩學校，曾於1968年參加華僑日報報慶徵文繪畫比賽。中學就讀昔日位於旺角勝利道的聖培爾英文書院，繼而轉往九龍工業學校升讀預科，1980年於香港中文大學一級榮譽畢業，博士論文師承香港大學化學系潘宗光教授。他曾擔任香港中文大學、香港理工大學（前工專）、工業學院講師，後曾長期於現代教育擔任化學科補習導師，有「補習天王」之稱。
2019年，正值反修例運動多場示威期間香港警察施放大量催淚彈驅散示威人士，他在社交網站Facebook解釋催淚彈成份、二噁英的形成和毒性，後被香港傳媒邀請作相關訪問。
2020年2月21日，他舉行記者會，正式發佈伙拍研製濾芯的本地創科公司研發「HK Mask」可換式口罩。他表示由構思至完成口罩製作只花了7天時間。

## 爭議

### 柳俊江事件
2024年1月5日，柳俊江被發現在家中反鎖的書房內死亡，懷疑是自殺；同日下午，鄺士山在其面書發言「生命誠可貴 RIP，加沙地帶D人都唔想放棄自己生命，你就.......」，該留言引起超過一千人給與「憤怒」的回應，並留言指鄺氏「不尊重死者、缺乏同理心、落井下石、未明白情緒病」等。另外，在討論區亦有網民批評鄺士山的發言是「不甘寂寞、刷存在感、抽水、不了解情緒病、不明白抑鬱不是一種選擇」等。

## 著作
- 《Effective Chemistry》
- 《Quick Revision Chemistry》
- 《K. KWONG的化學世界——三分鐘化學》

## 另見條目
- 曹宏威，生物化學學者，被香港傳媒邀請講解科普知識
- 曾近榮，已故演員及導師，曾被香港傳媒邀請講解家居清潔用品常識
- 田啟文，演員，被香港傳媒認為外貌特徵與鄺士山相似的藝人

## 外部連結
- 鄺士山的Facebook專頁
- K Kwong非官方粉絲專頁